# Norwegian International 1995
Die Norwegian International 1995 im Badminton fanden vom 9. bis zum 12. November 1995 in Sandefjord statt.

## Sieger und Platzierte
| Disziplin    | Gold                                | Silber                          | Bronze                                  |
| ------------ | ----------------------------------- | ------------------------------- | --------------------------------------- |
| Herreneinzel | Rikard Magnusson                    | Ib Frederiksen                  | Jim Laugesen                            |
| Herreneinzel | Rikard Magnusson                    | Ib Frederiksen                  | Anders Boesen                           |
| Dameneinzel  | Marina Andrievskaia                 | Karolina Ericsson               | Tanja Berg                              |
| Dameneinzel  | Marina Andrievskaia                 | Karolina Ericsson               | Michelle Rasmussen                      |
| Herrendoppel | Jim Laugesen Thomas Stavngaard      | Jesper Larsen Stellan Österberg | Kenneth Jonassen Niels Christian Kaldau |
| Herrendoppel | Jim Laugesen Thomas Stavngaard      | Jesper Larsen Stellan Österberg | Allan Borch Janek Roos                  |
| Damendoppel  | Gitte Jansson Mette Schjoldager     | Pernille Harder Majken Vange    | Rikke Broen Gitte Sommer                |
| Damendoppel  | Gitte Jansson Mette Schjoldager     | Pernille Harder Majken Vange    | Tanja Berg Mette Pedersen               |
| Mixed        | Thomas Stavngaard Ann-Lou Jørgensen | Janek Roos Mette Schjoldager    | Peder Nissen Gitte Jansson              |
| Mixed        | Thomas Stavngaard Ann-Lou Jørgensen | Janek Roos Mette Schjoldager    | Allan Borch Anne Katrine Lauesen        |

## Finalergebnisse
| Disziplin    | Sieger                              | Finalist                        | Ergebnis            |
| ------------ | ----------------------------------- | ------------------------------- | ------------------- |
| Herreneinzel | Rikard Magnusson                    | Ib Frederiksen                  | 15–7, 15–14         |
| Dameneinzel  | Marina Andrievskaia                 | Karolina Ericsson               | 11–7, 12–10         |
| Herrendoppel | Jim Laugesen Thomas Stavngaard      | Jesper Larsen Stellan Österberg | 11–15, 15–10, 15–12 |
| Damendoppel  | Gitte Jansson Mette Schjoldager     | Pernille Harder Majken Vange    | 15–7, 15–12         |
| Mixed        | Thomas Stavngaard Ann-Lou Jørgensen | Janek Roos Mette Schjoldager    | 15–12, 15–8         |